# 1123-as mellékút (Magyarország)
Az 1123-as számú mellékút egy körülbelül 13 kilométer hosszú mellékút Komárom-Esztergom vármegyében, a Gerecse hegység délkeleti részén. Fő iránya nagyjából végig nyugat-északnyugati.

## Nyomvonala
Szomor központjában ágazik ki a Zsámbékot Bajnával összekötő 1105-ös útból, a község központjától nyugatra. Néhány száz méter után átlép Gyermely területére, amelynek központján szintén végighalad. A falu utolsó lakóházait elhagyva, Szeszgyármajor településrésznél térhetünk le dél felé Gyarmatpusztára, a Gerecse egyik igen népszerű kirándulóhelyére. Az út innen még jó néhány kilométeren át gyermelyi területen húzódik, míg el nem éri Tarjánt. Az 1119-es útba betorkollva ér véget, amely Tátot köti össze a megyeszékhely Tatabányával.